# Ackworth
Ackworth è una città degli Stati Uniti, situata nella Contea di Warren, nello Stato dell'Iowa

## Geografia fisica
Le coordinate geografiche della città sono: 41°21′54″N 93°28′24″W (41.365115 -93.473235). Ackworth ha una superficie di 0,8 km2. Le città limitrofe sono: Indianola, Carlisle, Sandyville, Hartford e Milo. Ackworth è situata a 273 m s.l.m.

## Società

### Evoluzione demografica
Al censimento del 2000, Ackworth contava 85 abitanti e 31 famiglie. La densità di popolazione era di 106,25 abitanti per chilometro quadrato. Le unità abitative erano 32, con una media di 40 per chilometro quadrato. La composizione razziale contava il 98,82% di bianchi, e l'1,18% di altre razze. Gli ispanici e i latini erano l'1,18% della popolazione residente.
Il codice di avviamento postale è 50001.
| Anno | Abitanti |
| ---- | -------- |
| 1900 | 134      |
| 1910 | 119      |
| 1920 | 95       |
| 1930 | 82       |
| 1940 | 67       |
| 1950 | 95       |
| 1960 | 77       |
| 1970 | 111      |
| 1980 | 83       |
| 1990 | 66       |
| 2000 | 85       |